# Çorlulu Ali Pascha
Çorlulu Ali Pascha (* um 1670 in Çorlu; † 26. Dezember 1711 auf Mytilini) war ein osmanischer Staatsmann und Großwesir des Osmanischen Reiches.

## Leben
Ali wurde um 1670 als Sohn eines Bauern oder Barbiers in Çorlu (Ostthrakien) geboren. Der Kapıcıbaşı Türkmen Kara Bayram Ağa adoptierte den Jungen in der Zeit der Regentschaft von Sultan Ahmed II. Ali wurde an der Enderun-Schule ausgebildet und danach als Beamter im Galata Sarayı angestellt, diente dann im inneren Bereich des Topkapı-Palasts (Enderûn-i Hümâyûn) und der Emanat-ı mukaddese, einem Bereich des Schatzamtes des Palasts, das für die Reliquien zuständig war. Im Jahr 1700 wurde Ali zum silâhdar befördert. In diesem Amt reformierte er die Hierarchie des Enderûn-i Hümâyûn, in dem der silâhdar deutlich mehr Macht bekam als der schwarze Chefeunuch (Kızlar Ağası). In der Folge wurde der silâhdar wichtigster Mittler zwischen Sultan und Großwesir und Aufseher über die Palastknaben (iç oğlan), die Diener im inneren Bereich des Sultanspalasts.
Nach dem Cebeci-Aufstand im Jahr 1703 wurde Ali Pascha auf Drängen des Großwesir Rami Mehmed Pascha und des Schaich al-Islam Feyzullah Efendi entlassen, weil diese die Macht und den Erfolg von Ali Pascha fürchteten, und ging als dritter Wesir nach Edirne, wo er auch Gouverneur war. Danach diente er in einigen Provinzen des Reiches, bis ihn der Sultan am 3. Mai 1706 zum Nachfolger des bisherigen Großwesires Baltacı Mehmed Pascha berief. Zwei Jahre später heiratete er 1708 Emine Sultan, eine Tochter von Sultan Mustafa II. und erhielt den Ehrentitel damad, der Männern vorbehalten war, die in die kaiserliche Familie einheirateten. Als Großwesir unternahm er große Anstrengungen, die öffentlichen Finanzen zu ordnen, in dem er die Staatsausgaben senkte. Besonderes Augenmerk legte er außerdem auf die Verbesserung der Werften und auf die Erhöhung der Anzahl der Schiffe in der osmanischen Flotte.
Während seiner Zeit als Großwesir baten die Ungarn um Hilfe gegen die österreichische Habsburgermonarchie und das Russische Reich. Das Osmanische Reich stellte sich auf die Seite des schwedischen Königs Karl XII., als dieser in die Ukraine einfiel und versprach ihm die Hilfe des Khāns der Krim. Doch Sultan Ahmed III. glaubte, diese Versprechen würden den Russisch-Osmanischen Friedensvertrag von 1700 verletzen und untersagte Ali Pascha jegliche Hilfe. Als Karl XII. in Poltova 1709 besiegt wurde und auf osmanisches Gebiet floh, machte er Ali Pascha für die Niederlage verantwortlich und bat den Sultan, ihn aus dem Amt zu entfernen. Tatsächlich entließ ihn der Sultan am 16. Juni 1710 und verbannte ihn auf die ägäische Insel Mytilini, wo er am 26. Dezember 1711 hingerichtet wurde. Sein Haupt wurde nach Istanbul gebracht und auf dem Friedhof der Moschee in Çarşıkapı bestattet.

## Vermächtnis
Ali Paşa Çorlulu ließ zahlreiche Bauwerke errichten, darunter die Ali-Pascha-Moschee im Istanbuler Stadtteil Çarşıkapı, die 1708/09 errichtet wurde und über Medrese, Konvent und Bibliothek verfügte, und die Kışla Camii (errichtet 1707/08). Außerdem ließ er in Istanbul neun Brunnen bauen und in seinem Heimatort Çorlu eine Schule. Seine große Büchersammlung befindet sich heute in der Süleymaniye-Bibliothek.